# Homenmen Sporting Club Beirut
El Homenmen Beirut (en árabe: نادي الهومنمن بيروت‎, en armenio: Հայ Մարզական  Միութիւն (ՀՄՄ)) es un equipo de fútbol de Líbano que juega en la Tercera División de Líbano, la tercera categoría de fútbol en el país.

## Historia
Fue fundado en el año 1921 en la capital Beirut por un grupo de inmigrantes de Armenia como un club multideportivo con secciones en deportes como ciclismo y tenis de mesa, son un amplio sistema de reclutamiento de deportistas, en especial ciclismo.
El club forma parte de la organización Homenmen, la cual integra todas las instituciones deportivas creadas por habitantes de Armenia y es una de las instituciones pioneras en el deporte en Líbano, así como uno de los clubes de fútbol más viejos del país.
El club ha sido campeón de la Primera División de Líbano en 4 ocasiones y también ha sido campeón de copa en una ocasión en el año 1999.
También ha participado en dos torneos continentales, donde su mejor participación ha sido en la Recopa de la AFC 1995, donde avanzó hasta la segunda ronda.

## Rivalidades
El principal rival del club es el Homenetmen Beirut, equipo que también fue fundado por inmigrantes de Armenia y que protagonizan el llamado Derby Armenio de Beirut, aunque esta rivalidad va más allá de lo deportivo, ya que tiene influencia en el ámbito político dentro y fuera del campo de juego.

## Palmarés
- Lebanese Premier League: 4

1945, 1954, 1957, 1961
- Lebanese Elite Cup: 1

1999

## Participación en competiciones de la AFC
| Temporada | Torneo           | Ronda | Club         | Casa | Visita | Global |
| --------- | ---------------- | ----- | ------------ | ---- | ------ | ------ |
| 1995      | Recopa de la AFC | 1     | Al-Wahda     | 0-0  | 2-1    | 2-1    |
| 1995      | Recopa de la AFC | 2     | Al-Riyadh    | 0-2  | 0-3    | 0-5    |
| 2000      | Recopa de la AFC | 1     | Esteghlal FC | 0-8  | 0-7    | 0-15   |

## Jugadores

### Jugadores destacados
- Levon Antonian